# Lanneray
Lanneray is een plaats en voormalige gemeente in het Franse departement Eure-et-Loir in de regio Centre-Val de Loire en telt 518 inwoners (2004). De plaats maakt deel uit van het arrondissement Châteaudun.

## Geografie
Lanneray is op 1 januari 2019 gefuseerd met de gemeente Saint-Denis-les-Ponts tot de commune nouvelle Saint-Denis-Lanneray. 
De oppervlakte van Lanneray bedraagt 26,7 km², de bevolkingsdichtheid is 19,4 inwoners per km².
De onderstaande kaart toont de ligging van Lanneray met de belangrijkste infrastructuur en aangrenzende gemeenten.

## Demografie
Onderstaande figuur toont het verloop van het inwonertal (bron: INSEE-tellingen).